# Ляховецкий, Леон Давидович
Лео́н Дави́дович Ляхове́цкий (19 марта 1861, Ананьев, Херсонская губерния — ?) — санкт-петербургский адвокат, публицист.
Окончил Ананьевскую гимназию (1880) и юридический факультет Санкт-Петербургского университета. С 16 апреля 1890 года состоял присяжным поверенным округа Санкт-Петербургской судебной палаты. Его помощником с 5 июня 1908 года состоял М. Б. Гальперин. Печатался в «Восходе», «Судебной газете» (постоянный сотрудник), «Эхе» (постоянный сотр.), «Юристе» (соредактор) и других. Автор литературной хроники, статей на юридическую тематику. Состоял сотрудником «Энциклопедического словаря» Брокгауза и Ефрона; псевдоним: Л. Л.. Публикации в «Мировых Отголосках» (с 1897) и в «Северном Курьере» (с 1900) подписаны псевдонимом Маленький гражданин.
Его сын Альберт Леонович Ляховецкий стал с 23 июня 1911 года помощником у присяжного поверенного П. С. Чистякова.

## Сочинения
- Мечта и действительность: Рассказ из жизни евр. молодежи. — СПб.: тип. А. М. Вольфа, 1884. — 75 с.
- Характеристика известных русских судебных ораторов. — СПб.: «Центральная» типо-литогр. М. Я. Минкова, 1897 — 325 с.; СПб.: С.-Петербургская электропечатня, 1902. — 127 с.